# José (irmão de Herodes)
José foi um irmão de Herodes, o Grande. Ele foi colocado pelo irmão como regente da Judeia quando Herodes foi se encontrar com Marco Antônio, desobedeu a ordem de Herodes, atacou Jericó e foi morto em combate.

## Família
Cipros (mãe de Herodes), uma mulher importante da família dos nabateus, se casou com Antípatro, com quem teve quatro filhos, Fasael, Herodes, o Grande, José e Pheroras, e uma filha, Salomé.
Antípatro era de uma família importante de idumeus. Ele tinha um irmão chamado Phalion. O nome do seu pai, de acordo com Flávio Josefo, era Antipas; de acordo com Jerônimo de Estridão, era Herodes de Ascalão.

## Morte
Herodes, quando se encontrou com Marco Antônio, que estava cercando Samósata, deixou José como regente, mas com ordens expressas de não correr riscos, nem de entrar em conflito com Maqueras.
José, porém, com cinco regimentos de Maqueras, atacou Jericó, com o objetivo de capturar a colheita. Os regimentos romanos eram novos, e haviam sido recrutados recentemente na Síria, e foram atacados e derrotados pelo inimigo. José morreu lutando bravamente, junto com seis regimentos. Antígono, ao tomar posse dos corpos dos mortos, cortou a cabeça de José, que foi resgatada por Pheroras, seu irmão, por cinquenta talentos. Após a derrota, os galileus se revoltaram contra Herodes, mataram seus aliados por afogamento no lago, e boa parte da Judeia entrou em estado de revolta.

## Filhos e descendentes
José teve um filho, também chamado José, que se casou com sua prima Olímpia, filha de Herodes. Estes dois primos, José e Olímpia, foram os pais de Mariane, que também se casou com um membro da família, Herodes de Cálcis. Herodes de Cálcis e Mariane foram os pais de Aristóbulo.